# Karaula
Karaula är en ort i Bosnien och Hercegovina.   Den ligger i entiteten Federationen Bosnien och Hercegovina, i den centrala delen av landet, 12 km norr om huvudstaden Sarajevo. Karaula ligger 691 meter över havet och antalet invånare är 279.
Terrängen runt Karaula är huvudsakligen kuperad, men åt nordväst är den platt. Runt Karaula är det ganska tätbefolkat, med 93 invånare per kvadratkilometer.. Närmaste större samhälle är Sarajevo, 11,6 km söder om Karaula. 
Omgivningarna runt Karaula är en mosaik av jordbruksmark och naturlig växtlighet.